# Erionota thrax
Erionota thrax is een vlinder uit de familie van de dikkopjes (Hesperiidae). De wetenschappelijke naam werd gepubliceerd in 1767 door Carl Linnaeus.